# Клингерстаун
Клингерстаун (енгл. Klingerstown) насељено је место без административног статуса у америчкој савезној држави Пенсилванија.

## Демографија
По попису из 2010. године број становника је 127, што је 25 (24,5%) становника више него 2000. године.
| Група             | 2000.        | 2010.       |
| Белци             | 102 (100,0%) | 125 (98,4%) |
| Афроамериканци    | 0 (0,0%)     | 0 (0,0%)    |
| Азијати           | 0 (0,0%)     | 0 (0,0%)    |
| Хиспаноамериканци | 0 (0,0%)     | 0 (0,0%)    |
| Укупно            | 102          | 127         |